# عفريت الليل

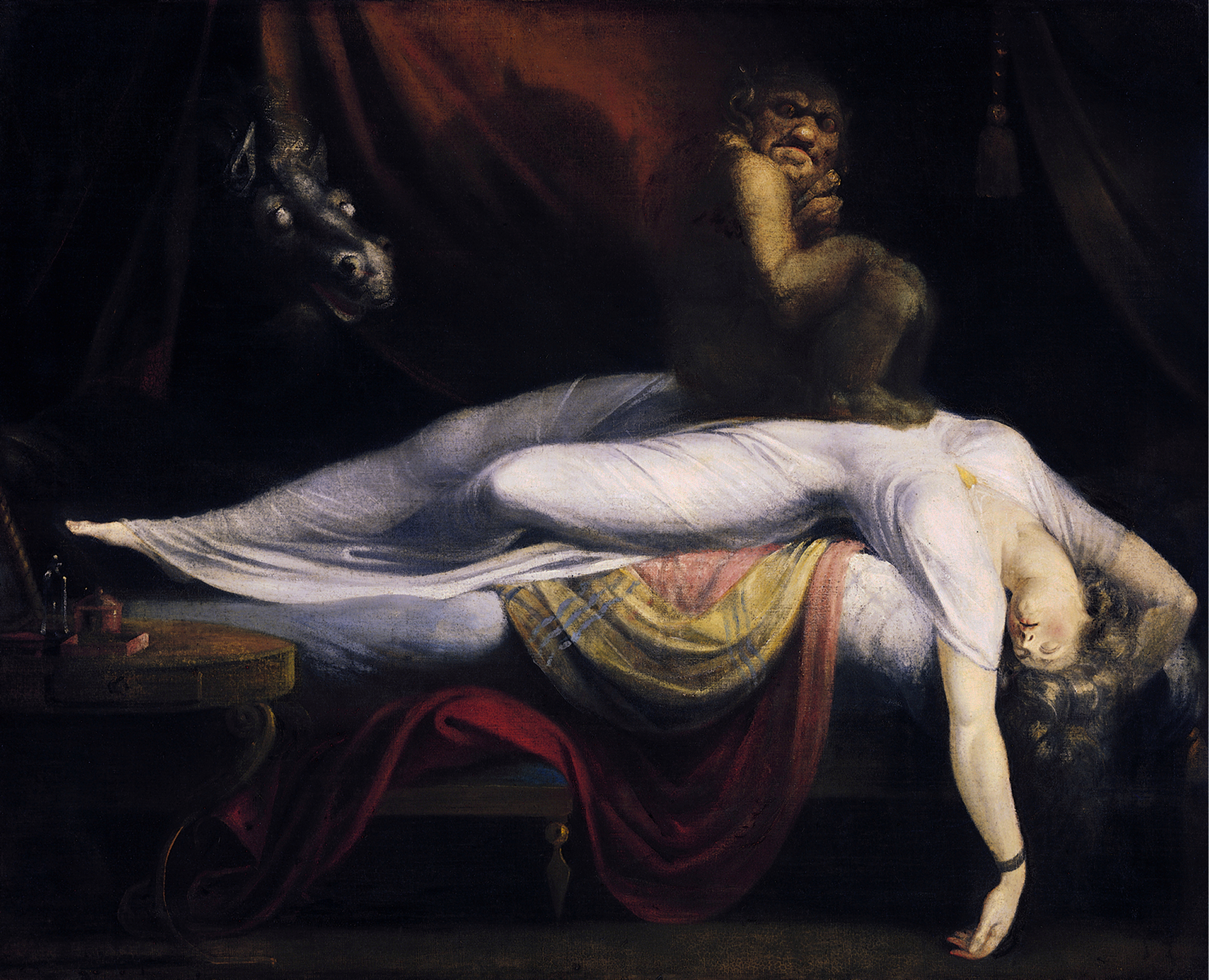

عفريت الليل أو العفريت القديم هو الاسم الذي يطلق على أحد المخلوقات الخارقة للطبيعة، والذي يستخدم لشرح ظاهرة شلل النوم، وهي ظاهرة يشعر خلالها الشخص بوجود كائن شرير خارق للطبيعة يجثم على صدره أو عند قدم السرير. استخدمت كلمة «الكابوس» لوصف هذه الظاهرة قبل أن تكتسب الكلمة معناها الحديث الأكثر عمومية. تمتلك هذه الظاهرة أو هذا المخلوق أسماء مختلفة في العديد من الثقافات.

## شلل النوم
دوَّن صموئيل جونسون التعريف الأصلي لشلل النوم في قاموسه الخاص باللغة الإنكليزية تحت مسمى الكابوس، وهو المصطلح الذي تطور إلى تعريفنا الحديث. كان شلل النوم معروفاً على نطاق واسع بأنه ناتج عن عمل شيطاني، أو بمعنى أكثر دقة كان يعرف بالجاثوم، والذي ساد الاعتقاد بأنه يجلس على صدور النائمين. سميت هذه الكائنات في اللغة الإنجليزية القديمة باسم ماير (من اللغة الجرمانية البدائية، اللغة النوردية القديمة). والتي قد تكون مرادفة لماران اليونانية (في الأوديسة) ومارا السنسكريتية.

## الفلكلور
- ينتج شلل النوم في الفلكلور الاسكندنافي بسبب ماير، وهي من المخلوقات الخارقة للطبيعة شبيهة بالجاثوم والسعلوة. أي إنها امرأة ملعونة، يتنقل جسدها أثناء النوم ضمن ظروف غامضة دون أن تشعر بذلك، لتزور القرويين وتجثم على صدورهم خلال النوم، ما يؤدي بهم إلى رؤية الكوابيس. ويدرس الفيلم السويدي ماريان الفلكلور المتعلق بشلل النوم.[2]
- تصف المعتقدات الشعبية السائدة في نيوفندلاند وكارولاينا الجنوبية وجورجيا الشخصية السلبية للعفريتة التي تغادر جسدها في الليل، وتجثم على صدر ضحيتها. غالباً ما تستيقظ الضحية وهي تشعر بالرعب، مع صعوبة في التنفس نتيجة للوزن الثقيل غير المرئي الجاثم على صدرها، كما تفقد قدرتها على الحركة، أي أنها تعاني من شلل النوم. سميت تجربة الكابوس هذه «ركوب العفريت» في تقاليد سكان ساحل كارولاينا الجنوبية والجزر القريبة، والمعروفين باسم الغولا. وقد شكل «العفريت القديم» روح الكابوس في الفلكلور البريطاني وفلكلور أمريكا الشمالية الناطق بالإنجليزي.
- في فيجي، توصف الحالة على أنها كانا تيفورو، أي أن يؤكل الشخص من قبل الشيطان، الذي يكون في كثير من الحالات أحد الأقارب الموتى، والذي يعود لإتمام بعض الأعمال غير المنتهية، أو لإيصال معلومات مهمة للأحياء. غالباً ما يقول الأشخاص الذين ينامون قرب المصاب بهذه الحالة، «كانيا، كانيا، كلي! كلي!» في محاولة منهم لإطالة مدة الالتباس واستغلالها بالتحدث مع قريب الميت أو الروح، والبحث عن إجابات حول سبب عودته. يطلب من الشخص الذي يستيقظ من هذه التجربة أن يلعن أو يلاحق روح الميت على الفور، مما يتطلب أحياناً التحدث مع الروح وأمرها بالرحيل واستخدام الشتيمة.
- في نيجيريا، «يبدو أن شلل النوم المعزول (IPS) أكثر شيوعاً بين المنحدرين من أصل إفريقي منه عند البيض أو الأفارقة النيجيريين»،[3] ويشار إليه داخل المجتمعات الإفريقية باسم «الشيطان على ظهرك».[4][5][6]
- يسمى شلل النوم في تركيا كاراباسان، وهو شبيه بقصص الزيارة الشيطانية خلال النوم. إذ يأتي كائن خارق للطبيعة يعرف عموماً باسم الجن إلى غرفة الضحية، ويثبته في مكانه بشدة ما يمنعه من القيام بأي حركة، ثم يبدأ في خنق الشخص. يحتاج المرء للصلاة للتخلص من المخلوق الشيطاني بقراءة سورة الفلق والناس من القرآن. وفي بعض القصص الفرعية، يمتلك الجن قبعة عريضة، وإذا كان الشخص شجاعاً بما فيه الكفاية وتمكن من الاستيلاء عليها، يصبح الجن عبداً له.
- في تايلاند، يسود الاعتقاد بأن شلل النوم والشعور بعدم الراحة يسببه شبح في الفلكلور التايلاندي معروف باسم «في آم».[7] يدعي بعض الناس أن هذه الروح تسبب الكدمات.[8] وتعتبر القصص عن هذه الروح شائعة في الرسوم الهزلية في تايلاند.[9]
- في الولايات الجنوبية من أمريكا، يشار إليه باسم «ركوب الساحرات».
- في الفلكلور الصيني الشرقي، يسود الاعتقاد بأنه يمكن للفأر أن يسرق أنفاس البشر في الليل، التي تساعده على أن يصبح أقوى، وهذا يزيد من عمره وقدرته على التحول لإنسان لفترة وجيزة خلال الليل. يجلس الفأر قريباً من وجه الشخص أو تحت أنفه.

### آسيا الشرقية
- في الثقافة الصينية، يعرف شلل النوم على نطاق واسع باسم «غو يا شن» أو«غو يا تشانغ»، والتي تترجم حرفياً إلى «الشبح الذي يضغط على الجسم» أو «الشبح الذي يضغط على السرير». أما المصطلح الأكثر حداثة فهو «مينغ يان».
- في الثقافة اليابانية، يشار إلى شلل النوم باسم «كاناشيباري»، والتي تعني حرفياً «مربوط أو مثبت إلى المعدن»، حيث تعني «كين» المعدن، بينما «شيبارو» تعني ربط. يستخدم هذا المصطلح في بعض الأحيان من قبل المؤلفين الناطقين باللغة الإنجليزية للإشارة إلى الظاهرة في الصحف الأكاديمية وفي الأدب النفسي الشعبي.[10]
- في الثقافة الكورية، يسمى شلل النوم باسم «غاوي نوليم»، والتي تعني حرفياً «الشعور بالضغط نحو الأسفل من قبل شيء مخيف خلال الحلم». وغالباً يُعتقد أن هذا الشيء هو شبح أو روح ترقد على الضحية وتضغط عليها.
- في الثقافة المنغولية، يشار بشكل عام إلى الكوابيس وشلل النوم بالعبارة «كارا داراهو»، والتي تعني «الضغط من قبل اللون الأسود» أو «أو عندما يضغط الظلام». تعني كلمة «كارا» اللون الأسود أو قد تشير إلى الظلام المتجسد كإنسان. بينما تعني «خارين بوو» الشامان الأسود (يعيش شامان الظلمات فقط في أقصى منغوليا الشمالية)، وتعني «تساجان زوجين بوو» شامان الاتجاه الأبيض (إشارة إلى الشامان الذي يستحضر الروح الخيرة فقط)، وهي شبيهة بالكاراباسان (الظلام الضاغط) في تركيا، والتي تعود إلى ما قبل الإسلام عندما امتلك الأتراك نفس الدين والأساطير التي كانت عند المغول. ويوجد تشابه واضح بين كل من الأساطير الشعبية التركية والمنغولية والتنغرية.
- في الثقافة التبتية، يعرف شلل النوم باسم «خام» أو «لاداخ»، والتي تترجم حرفياً «المرهق/ المضروب من قبل الظل»، وهذا يشير إلى نوع من التلوث الروحي.
- جنوب شرق آسيا في كمبوديا، ولاو، والثقافة التايلاندية يسمى شلل النوم (باللغة التايلاندية واللاوية «في آم»)، و«خموت سوخوت». والتي تصف الحالة التي يكون فيها الشخص نائماً، ثم يحلم بأن هناك شبحاً أو أكثر يحاولون الإمساك به. ويصبح غير قادر على الحركة أو إصدار أي صوت، وفي جميع الأحوال، لا يجب الخلط بين ما سبق وبين بي خاو وخموت جول والتي تعني الاستحواذ الشيطاني. في ثقافة الهمونغ، يسود الاعتقاد بأن شلل النوم ينتج عن روح ليلية ضاغطة تسمى «داب تسوغ»، والتي تهاجم النائمين وتجثم على صدورهم، وتحاول خنقهم في بعض الأحيان. ويعتقد البعض أن داب تسوغ هو المسؤول عن متلازمة الموت الليلي المفاجئ (SUNDS).[11]
- في الثقافة الفيتنامية، يسمى شلل النوم اسم «ما داي» والتي تعني «المقيد من قبل الشبح» أو «بونغ داي» التي تعني «مقيد من قبل الظلام».
- في الثقافة الفلبينية، يطلق اسم بانغونغوت في التقاليد على الكابوس.[12] ويبلّغ الأشخاص الذين يدعون نجاتهم من هذه الكوابيس عن أعراض شلل النوم.
- في ملايو من شبه جزيرة ملايو، يسمى شلل النوم «كينا تينده» أو (كيتينديهان في أندونيسيا)، والتي تعني «التعرض للضغط».[13] وتنسب الحوادث هذه عادةً إلى قوة شريرة تبدو وكأنها بقع عمياء في مجال الرؤية، حيث يُبلّغ عن أشكال شيطانية.

### جنوب آسيا
في الأساطير الكشميرية، يسبب مخلوق غير مرئي يسمى «باسيكدار» أو «سايا» شلل النوم. يعتقد البعض أنه يعيش في كل منزل ويهاجم أي شخص داخله إذا لم يكن المنزل نظيفاً أو إن لم تمارس عبادة الله فيه. ويهاجم الأشخاص الذين يقترفون أفعالاً شريرة أو يستمدون سعادتهم من مصائب الآخرين.
في باكستان، يعتبر شلل النوع نوعاً من المواجهات مع الشيطان أو الجن الأشرار أو الشياطين الذين يستولون على جسد أحدهم. كما يعتقدون أن هذا الشلل ينتج عن السحر الأسود الذي يقوم به الأعداء والأشخاص الغيورين. يرتدي الناس وبخاصة الأطفال منهم التعاويذ (التميمة)، بغرض درء العين الشريرة. وقد تستخدم التعاويذ هذه لكي يتلبس الغول شخصاً ما. كما يسود الاعتقاد بأن بعض الأماكن والمنازل قد تكون مسكونة من قبل أشباح شريرة أو شيطانية أو غيرها من الكائنات الخارقة للطبيعة، والتي تطارد الأشخاص الذين يسكنون هناك وخصوصاً أثناء الليل. يمارس القديسون المسلمون (الأئمة والمولويون والصوفيون والملالي والزاهدون) طقوس طرد الأرواح الشريرة على الأفراد الذين يُعتقد بأنهم ممسوسون، بينما تُبارَك المنازل والأراضي والأبنية من قبل الملالي أو الأئمة بتلاوة القرآن والأذان، وهو الدعوة الإسلامية للصلاة والتي يتلوها المؤذن.
في بنغلادش، يشار إلى ظاهرة شلل النوم باسم «بوبا» والتي تعني العاجز عن الكلام.
في تاميل نادو وثقافة تاميليو سريلانكا، تسمى هذه الظاهرة بالتحديد باسم "أموكو بي" التي تعني الشبح الذي يجبر الشخص على السقوط".
في نيبال، وخاصة في ثقافة نيوار، التي تعرف أيضاً باسم خياك، هناك اعتقاد سائد بوجود شكل يشبه الشبح يعيش في الظلام تحت سلالم المنزل.

### الشرق الأوسط، آسيا الوسطى والغربية
في الثقافة العربية، يعرف شلل النوم في الغالب باسم الجاثوم، والتي تعني حرفياً (جلوس شيء ثقيل على شيء آخر). يسود الاعتقاد في فلكلور سائر الدول العربية، أن الجاثوم هو عبارة عن شيطان أو عفريت يجلس على الشخص ويحاول خنقه. يقال إنه يجب النوم على الجانب الأيمن وقراءة سورة البقرة لتجنب الجاثوم.
في الثقافة التركية، يسمى شلل النوم باسم «كاراباسان» «الظلام الضاغط/ المهاجم»، ويعتقد أنه مخلوق يهاجم الناس خلال نومهم، ويضغط على صدورهم محاولاً سرقة أنفاسهم، ولا يوجد سبب واضح لقيام العفريت أو الشيطان بهذا الفعل.
في الثقافة الفارسية، يعرف شلل النوم باسم «بختك»، وهو مخلوق شبيه بالشبح يجلس على صدر الحالم، ما يجعل التنفس أمراً غاية في الصعوبة.
في الثقافة الكردية، يسمى شلل النوم غالباً «موتاكا»، ويعتقد أن هذا الشيطان يهاجم الناس خلال نومهم، وخصوصاً الأطفال في عمر مبكر، ويسرق أنفاسهم بينما هم يتنفسون بصعوبة ويبقيها بعيدة عن متناولهم.
في ثقافة البشتون، يعرف شلل النوم باسم «خباسة»، يسود الاعتقاد بأنه عبارة عن شبح لا يمتلك أصابع الإبهام. يحاول هذا الشبح خنق الضحية من خلال الضغط على حلقها والجلوس على صدرها. ونتيجة عدم امتلاكه لإصبعي الإبهام، لا يمكنه خنق الضحية بشكل جيد باعتماده على السبابة والأصابع الوسطى لكلتا اليدين.

### أفريقيا
يطلق على التفسير التقليدي لاضطرابات الليل اسم «أوغون أورو» داخل يوروبا في جنوب غرب نيجيريا. تعني أوغون أورو «الحرب الليلية» اضطراب حاد يحدث خلال الليل، يفسر ثقافياً بأنه تسلل شيطاني إلى داخل الجسم والروح أثناء الحلم. يتميز هذا الاضطراب بحدوثه عند الإناث غالباً، وينشئ نزاعًا بين زوج الضحية الدنيوي وزوجها الروحي، ويحدث السحر من خلال الأكل أثناء الحلم. كما يسود الاعتقاد بأن العلاج يكون من خلال الصلوات المسيحية أو من خلال الطقوس التقليدية المختصة بطرد العناصر الشيطانية المتجسدة.
في مصر، ساد الاعتقاد بوجود شبح لملكة أفريقية شريرة تطارد الأرواح وتحاول الاستيلاء عليها قبل أن تتم ملاحقتها من قبل الأرواح الوصية.